# 山崎山洋
山﨑 山洋（やまざき さんよう、1950年（昭和25年）8月1日 - ）は、日本の政治家。元印西市長。千葉県印西市出身。「﨑」はJIS X 0208で未定義の文字であり、正字の「崎」を使った山崎山洋が使われることもある。

## 経歴
- 1969年（昭和44年） - 千葉県立印旛高等学校（現・千葉県立印旛明誠高等学校）卒業。
- 1974年（昭和49年） - 有限会社山洋造園設立。
- 1977年（昭和52年）～1986年（昭和61年） - 印西町にて桜一万本運動展開。
- 1981年（昭和56年） - サウジアラビア・ファファド皇太子宮廷造園プランニングに参加。工事監督丹下・鹿島コーポレイション[2]

## 議員・市長
- 1983年（昭和58年）32歳で印西町議会議員に初当選。
- 2004年（平成16年）印西市長に初当選。
- 2008年（平成20年）印西市長に2期目当選。
- 2012年（平成24年）印西市長選にて落選[3]。

## 趣味・座右の銘
- 読書、芸術鑑賞
- 知行合一